# Półwysep Teke

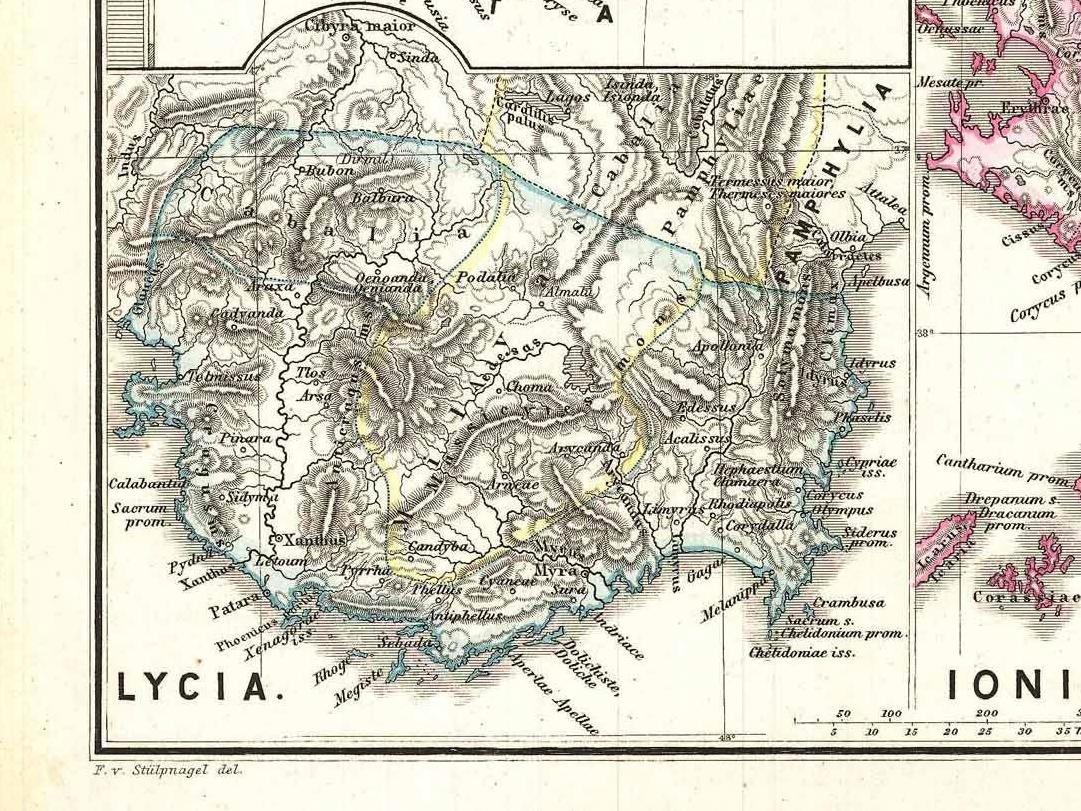
Mapa półwyspu Teke przedstawiająca osadnictwo w starożytności

Półwysep Teke (tur. Teke Yarımadası) – półwysep położony w południowo-zachodniej Turcji, między zatokami Antalya i Fethiye należącymi do Morza Śródziemnego.
W starożytności był znany jako Licja. Jego nazwa pochodzi od plemienia Teke, które osiedliło się w tym regionie w okresie panowania Sułtanatu Rumu.
Pozostałości starożytnych miast w regionie, to: Phaselis, Olympos, Arykanda, Myra, Ksantos, Letoon, Patara i Limyra. Dla turystyki ważne są również osady takie jak Kemer, Finike, Demre (dawniej Kale) i Kaş.
Głównymi strumieniami regionu są Alakır Creek na wschodzie i Eşen Creek na zachodzie.